# Олкуш
Олкуш (пољ. Olkusz) је град у Пољској у Војводству Малопољском у Повјату олкушки. Према попису становништва из 2011. у граду је живело 37.319 становника.

## Становништво
Према прелиминарним подацима са пописа, у граду је 2011. живело 37.319 становника.
| 2002.  | 2011.  | 2012.  |
| ------ | ------ | ------ |
| 38.173 | 37.319 | 36.993 |

## Партнерски градови
- Бергамо